# جون رايس (سياسي)
جون رايس (بالإنجليزية: John Rice)‏ هو سياسي أمريكي، ولد في 1968، وتوفي في 30 مايو 2015. حزبياً، نشط في الحزب الديمقراطي.